# 奇迹一英里 (洛杉矶)
奇迹一英里（英語：Miracle Mile）是美國加利福尼亚州洛杉矶市的一个区域，沿着费尔法克斯大道和高地大道之间的威尔希尔大道，长约1.5英里（2.4公里）。

## 地理
奇迹一英里大致上北到第3街，东到高地大道，南到圣文森特大道，西到费尔法克斯大道，主要干道包括威尔希尔大道、奥林匹克大道、拉布雷亚大道、费尔法克斯大道和第六街。

## 历史

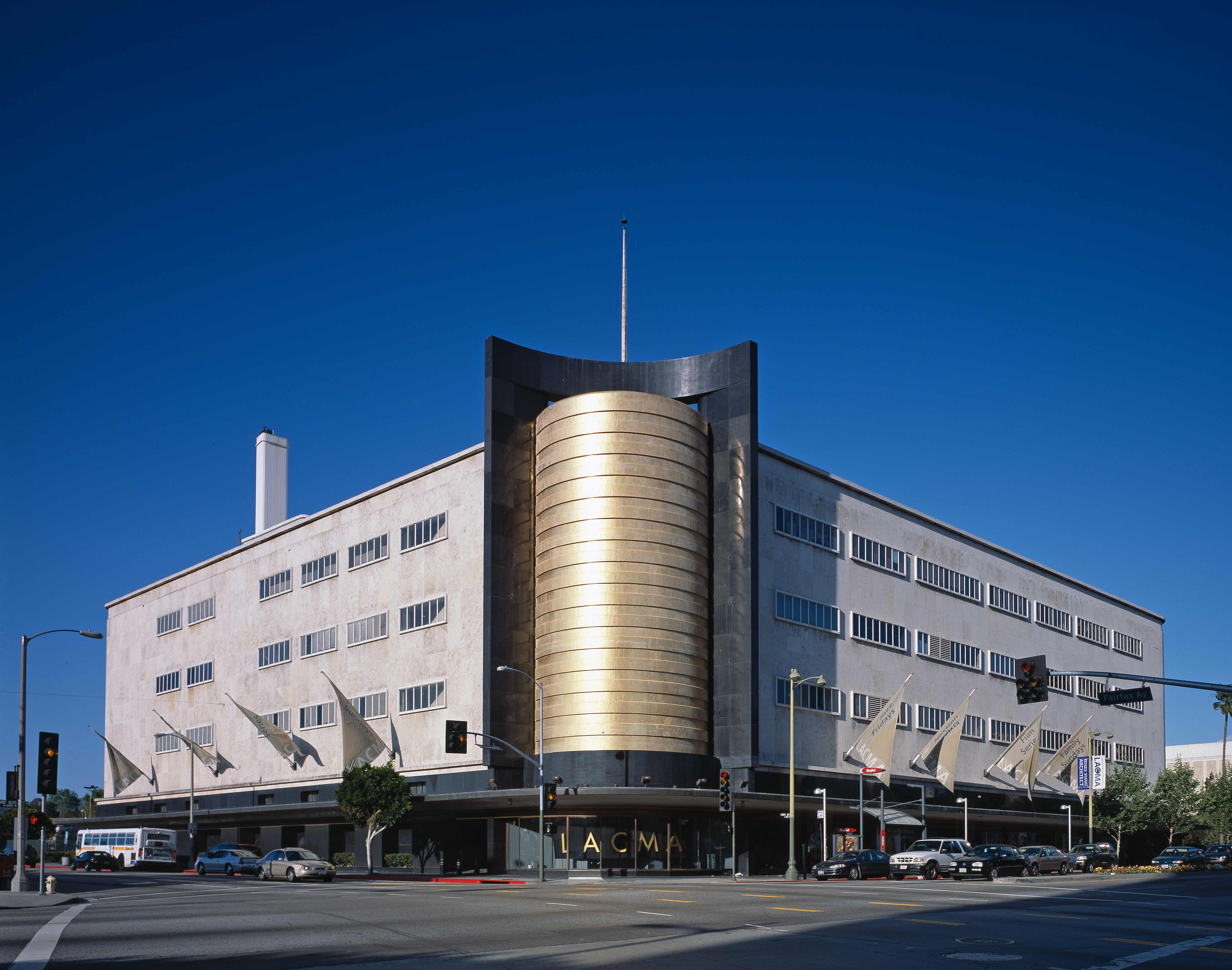
位處奇蹟一英里和博物館街西面末端的薩班大廈

在20世纪20年代初，西部大道（Western Avenue）以西的威尔希尔大道还只是一条未铺砌的田间小道，穿过奶牛场和豆田。开发商罗斯看中该区的潜力，在这里建立商业区。

## 交通

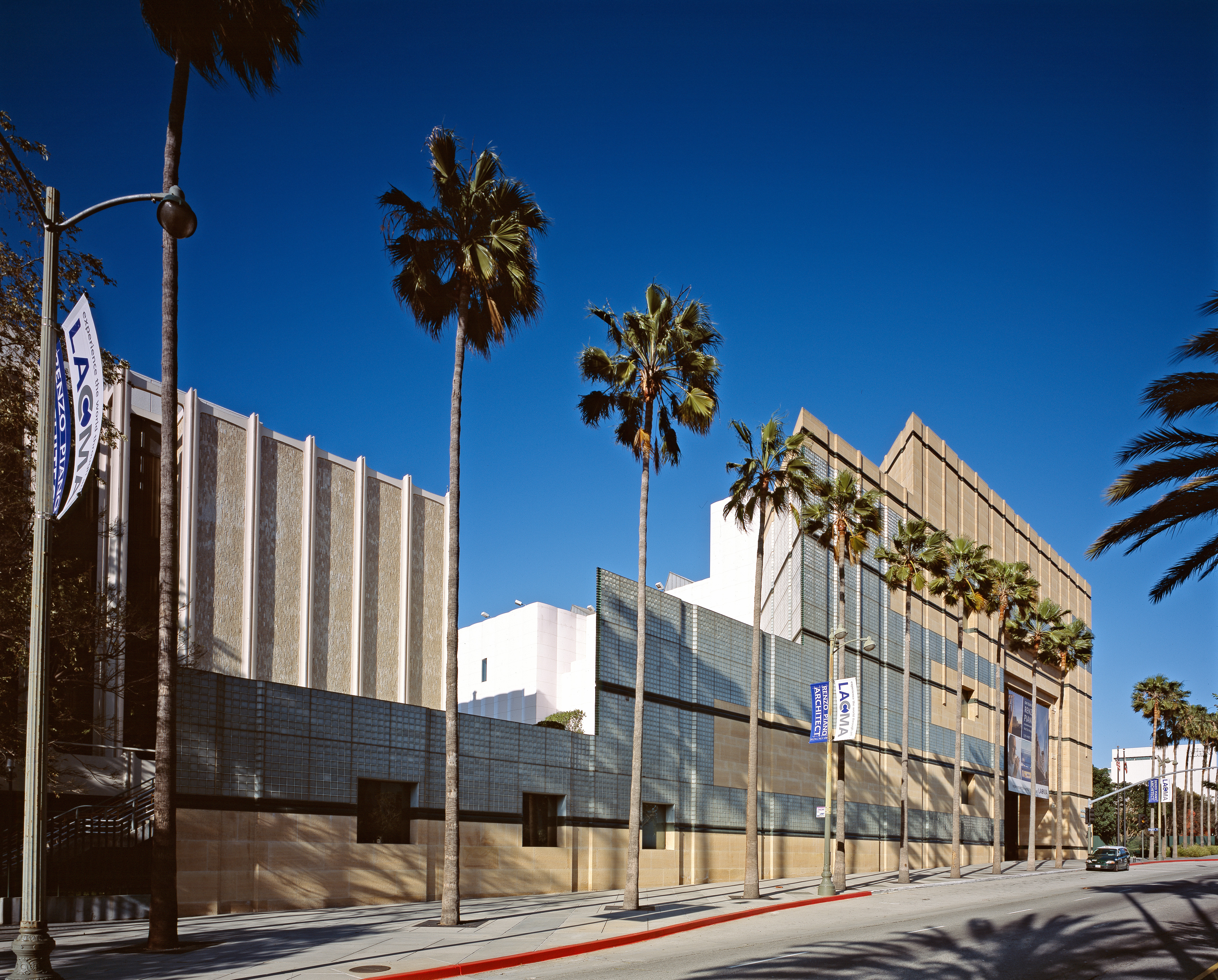
位于威尔希尔大道上的洛杉磯郡藝術博物館

奇迹一英里是全市人口最稠密的地区之一，交通状况按照洛杉矶的标准已经算是拥堵，为此洛杉矶市政府计划拓展地铁。

## 外部連結
- . zipdatamaps.com.   [21 November 2022]. （原始内容存档于2022-11-22）.

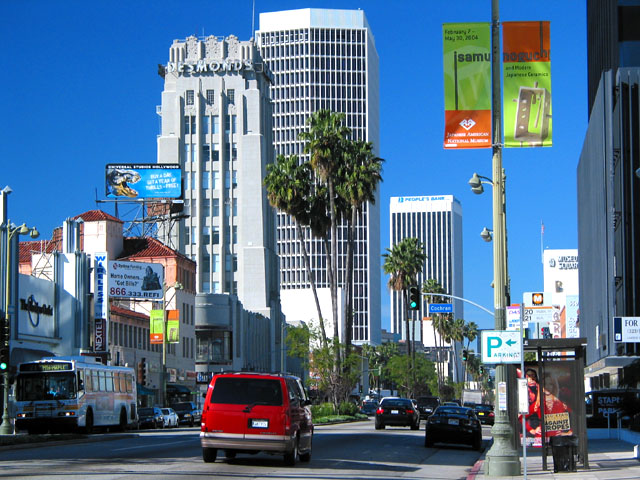
奇迹一英里

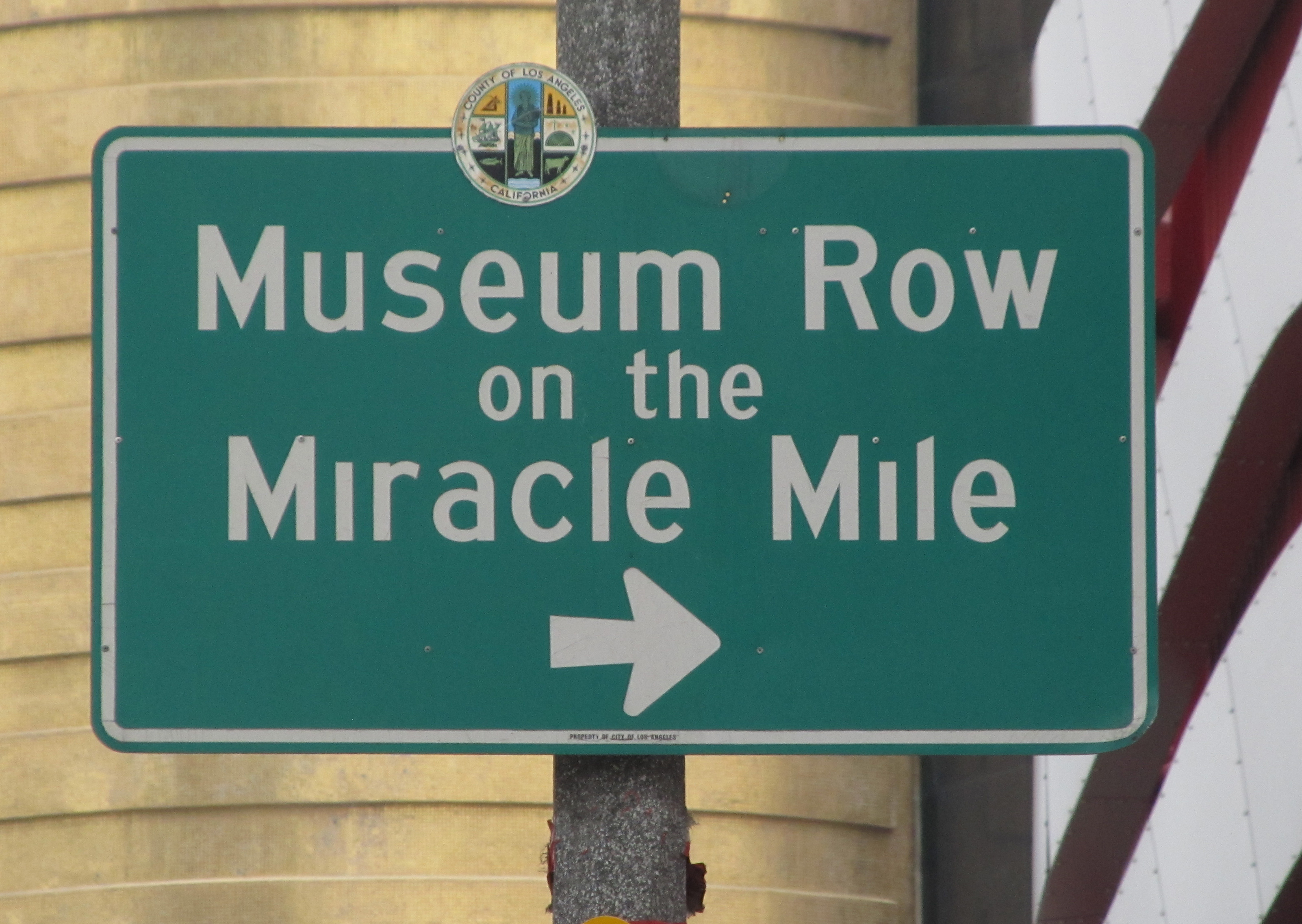

- （页面存档备份，存于） Los Angeles Times, Real Estate section, Neighborly Advice column: "[Miracle Mile:] "Older, it's got plenty of mileage left" (13 June 2004)
- Historic Photo Essay of the Miracle Mile District
- （页面存档备份，存于） Miracle Mile Residential Association
- Miracle Mile Action Committee and Miracle Mile Safety Patrol
- （页面存档备份，存于） David Leighton, "Street Smarts: Miracle Mile's roots include fancy stores, the Mexican revolution," Arizona Daily Star, February 23, 2015

34°03′35″N 118°20′57″W / 34.05972°N 118.34917°W